# Kelly Wenham
Kelly Wenham (* 28. November 1983 in Stockport, Cheshire) ist eine britische Schauspielerin in Film und Fernsehen. Sie spielte in mehreren Kinofilmen, darunter Rollen in The Magnificent Eleven, Dracula – Prince of Darkness, Double Date oder Tales from the Lodge.

## Leben und Karriere
Kelly Wenham begann zuerst als Model, bevor sie schließlich ihre Schauspielerinnenlaufbahn bereits 1999 als Jugendliche startete mit Rollen in Fernsehserien wie Always and Everyone oder Where the Heart Is in der sie in 44 Episoden die Rolle der Jess Buckley verkörperte. In den nachfolgenden Jahren hatte sie weitere Auftritte in Fernsehserien wie Coronation Street oder in der TV-Serie Steel River Blues, wo man sie in 7 Episoden als Charakter der Julie Priestley sah. 2006 spielte sie die Rolle der Joni in einer Folge der Serie Life on Mars – Gefangen in den 70ern.
2008 gab sie schließlich ihr Spielfilmdebüt in einer kleinen Rolle als hübsche Sekretärin in Vicente Amorims romantischem Kriegsdrama Good mit Viggo Mortensen, Jason Isaacs und Jodie Whittaker in den Hauptrollen. 2013 spielte sie unter der Regie von Jeremy Wooding als Bardame an der Seite von Josh O’Connor, Joseph Millson, Robert Vaughn und Sean Pertwee in der Sportkomödie The Magnificent Eleven. Noch im selben Jahr feierte sie ihren Durchbruch als Hauptdarstellerin in Pearry Reginald Teos Horrorfilm Dracula – Prince of Darkness neben Luke Roberts und Jon Voight. Im Jahr 2017 sah man sie unter der Regie von Benjamin Barfoot in der Horrorkomödie Double Date neben Drehbuchautor und Hauptdarsteller Danny Morgan und Michael Socha. 2019 spielte Kelly Wenham die Rolle der Miki in der schwarzen Komödie von Regisseurin Abigail Blackmore Tales from the Lodge mit Mackenzie Crook, Laura Fraser, Sophie Thompson und Johnny Vegas. 2020 spielte sie eine kleine Gastrolle in dem Thriller Surge von Oscar-Preisträger Aneil Karia.

## Filmografie (Auswahl)

### Kino
- 2008: Good
- 2012: Payback Season
- 2013: We’re Here for a Good Time, Not a Long Time
- 2013: The Magnificent Eleven
- 2013: Dracula – Prince of Darkness (Dracula: The Dark Prince)
- 2013: Dying Light
- 2014: Tekken 2: Kazuya’s Revenge
- 2017: Double Date
- 2019: Tales from the Lodge
- 2020: Surge
- 2023: A Kind of Kidnapping

### Fernsehen
- 1999: Always and Everyone (Fernsehserie, 1 Episode)
- 2000: Cold Feet (Fernsehserie, 1 Episode)
- 2000–2003: Where the Heart Is (Fernsehserie, 44 Episoden)
- 2002: Coronation Street (Fernsehserie, 2 Episoden)
- 2004: The Royal (Fernsehserie, 1 Episode)
- 2004: Steel River Blues (Fernsehserie, 7 Episoden)
- 2004 + 2015: Doctors (Fernsehserie, 2 Episoden)
- 2005 + 2009: Holby City (Fernsehserie, 2 Episoden)
- 2006: Life on Mars – Gefangen in den 70ern (Fernsehserie, 1 Episode)
- 2006: Wild at Heart (Fernsehserie, 1 Episode)
- 2006: Heartbeat (Fernsehserie, 1 Episode)
- 2008: Dead Set (Fernsehminiserie. 3 Episoden)
- 2011: Waterloo Road (Fernsehserie, 1 Episode)
- 2012: Pini (Fernsehserie, 1 Episode)
- 2012: Merlin – Die neuen Abenteuer (Fernsehserie, 1 Episode)
- 2014: Edge of Heaven (Fernsehserie, 1 Episode)
- 2023: Entitled (Fernsehserie, 8 Episoden)

### Kurzfilme
- 2010: Perseverance
- 2016: Access to Work
- 2016: Fist
- 2017: The Kidnapping of Richard Franco
- 2018: Diane's New Boyfriend